# L'Amour en question (film)
Pour plus de détails, voir Fiche technique et Distribution.
L'Amour en question est un film français réalisé par André Cayatte, sorti en 1978.

## Synopsis
Une femme et son amant sont soupçonnés du meurtre du mari. Ils s'enfuient mais sont arrêtés à la frontière italienne. Elle est emprisonnée. L'amant est Anglais, le dossier incomplet n'est pas suffisant pour lui interdire de repartir vers l'Angleterre. Chacun d'eux se trouve face à la justice de son pays et à la possibilité d'une double erreur judiciaire.

## Fiche technique
- Titre : L'Amour en question
- Réalisation : André Cayatte
- Scénario : André Cayatte et Jean Laborde
- Production : Alpes Cinéma
- Musique originale : Olivier Dassault
- Photographie : Jean Badal
- Montage : Paul Cayatte, assistantes M. Fleury et F. Mrozielski
- Décors : Robert Clavel
- Pays de production :  France
- Format : Couleurs - Mono
- Genre : Thriller
- Durée : 100 minutes
- Date de sortie :
  - France : 18 octobre 1978

## Distribution
- Annie Girardot : Suzanne Corbier
- Bibi Andersson (VF : Anne Kerylen) : Catherine Dumais
- Michel Galabru : le procureur
- Michel Auclair : Philippe Dumais
- Georges Géret : le commissaire Lachot
- Dominique Paturel : maître Rhune
- John Steiner : Tom Hastings
- Sylvie Favre : Mme Ventoux
- David Langton : sir Geoffrey
- Jacques Morel : le président
- Marius Laurey : l'expert en balistique
- Ronald Adam : le juge anglais
- Vernon Dobtcheff : Peter, le consul anglais à Nice
- Florence Giorgetti : Gisèle Polmi
- Michael Gough : sir Baldwin
- Colin Mann : Ramsay
- Alain Mottet : l'avocat général
- Albert Augier : le garagiste
- Angelo Bardi : Angelo, le coiffeur
- Hélène Vallier : l'ex-femme de Dumais
- Marthe Villalonga : la femme de ménage de Tom Hastings
- Gérard Croce : le croupier du casino
- Henri-Jacques Huet : le notaire
- Marcel Charvey : le meilleur ami de Philippe Dumais
- David Gabison : le bijoutier
- François Cadet : le policier
- Henry Djanik : Alberti, le détective "habile et tenace" (non crédité)